# رابرت لوفور
رابرت لوفور (انگلیسی: Robert Lefebvre; ۱۹ مارس ۱۹۰۷ – ۱۵ فوریهٔ ۱۹۸۹) فیلم‌بردار اهل فرانسه بود.